# Artemisia ifranensis
Artemisia ifranensis là một loài thực vật có hoa trong họ Cúc. Loài này được J.Didier mô tả khoa học đầu tiên năm 1956.